# ۷۷۴ (خورشیدی)
۷۷۴ هفتصد و هفتاد و چهارمین سال هجری خورشیدی است.